# Philopotamus liguricus
Philopotamus liguricus är en nattsländeart som beskrevs av Malicky 1984. Philopotamus liguricus ingår i släktet Philopotamus och familjen stengömmenattsländor. Inga underarter finns listade i Catalogue of Life.